# Први скадарски рат
Први скадарски рат је вођен око Скадра и градова у Зетском приморју између Балше III Балшића (1403—1421) и Млетачке републике. Отпочео је у јануару 1405. године побуном локалног становништва против млетачке власти, а окончан је у новембру 1412. године мировним уговором којим је стање враћено на оно од пре почетка рата.
Повод за рат било је настојање Балше III да поврати градове које је његов отац Ђурађ II (1385—1403), предао Млечанима 1396. године за накнаду од 1.000 дуката годишње и обаћање да ће му пружити војну помоћ, у случају Отоманског напада. Због ових поседа су Млечани и Балша касније поново водили рат (тзв. Други скадарски рат).
Током прве фазе рата, Балша је успео да искористи побуну становништва и овлада градовима око Скадра, али је већ током лета изгубио Будву, Бар, Улцињ и Дриваст. Рат је настављен без већих борби и освајања, до самог краја, када је Балша успео да поврати Бар (1412).

## Ток рата
Почетком 1405. године избила је велика побуна локалног становништва у Скадарском крају против млетачке власти. Разлог за њу лежао је у бахатом и осионом понашању млетачке власти, које се манифестовало конфисковањем имања која су потом дељена млетачким присталицама, ускраћивањем права православним црквама на простору под врховном влашћу Венеције и низом других злоупотреба власти. У овај сукоб се укључио Балша III (1403—1421) који је настојао да поврати градове које је његов отац, Ђурађ II Страцимировић, својевремено уступио Млечанима (1396), да би се заштитио од отоманске најезде. Он је успео да искористи побуну и преузму контролу над делом градова око Скадра.
Млетачки одговор је уследио почетком лета исте године, када је у тај део Јадрана упућен капетан Марин Каравела, који је успео да допреми појачања млетачком гарнизону у Скадру. Поред тога, он је добио циљ да се повеже са Балшиним противницима и покуша да их привуче на млетачку страну у рату. Каравела је повео преговоре и са приморским градовим који су признавали Балшину власт и успео је да, служећи се и разним обећањима, постигне да они признају млетачку власт. На тај начин, Млечани су задобили Будву, Бар и Улцињ, а нешто касније је Балша изгубио и Дриваст.
Такав развој ситуације је навео Балшу да помоћ у борбама затражи од Сулејмана, а помагао му је и кнез Вук Лазаревић. Млечани су, са друге стране, поклонима у новцу и поседима привлачили савезнике на своју страну, али им није пошло за руком да на њихову страну пређу Ђурашевићи (током 1406. и 1407. године). Без обзира на то, вођење рата је настављено без већих битака и јасног победника.
У овом периоду започели су и преговори око склапања мира, а у њих се као посредник укључио и српски деспот Стефан. Он је прво у мају 1406. године посредовао код Млечана, затим и у јуну 1407. године током преговора код Бара, када је заједно са сестром Маром и Никитом Топијом требало да гарантује да ће Балша испунити обавезе, али мир није склопљен јер су Млечани пристали да врате само Будву. Нова рунда преговора је довела до склапања мировног уговора у јуну 1408. године. Према његовин одредбама, Балша је требало да призна Млечанима Улцињ и Бар, док је требало да они њему врате обалу од Луштице до граница Марије Ратачке, са Будвом, Паштровићима и соланама. Без обзира на потписе обе стране и гаранције јемаца, овај уговор није реализован и конфликт је настављен.
Почетком 1409. године, Которани су поново покушали да се ставе под врховну власт Венеције, због страха да би се град нашао под директним притиском Балше, уколико он овлада Луштицом, што је предвиђао уговор из јуна 1408. године. Поред тога, Млечани су у јуну склопили мир са Сулејманом, којим су се они обавезали да му плаћају харач, а он је њима признао поседе у Зетском приморју. Међутим, преломни моменат током 1409. године одиграо се у јулу, када су Млечани за 100.000 дуката од Владислава Напуљског откупили његова права на Далмацију, чиме су дошли у директан сукоб са угарским краљем Жигмундом Луксембуршким (1387—1437), коме је Владислав спорио право на угарски престо.
Нова рунда преговора је започета током 1409. године, када је Балшина мајка Јелена преговарала у Венецији о миру. Мировни уговор није склопљен, али је у октобру закључено примирје на годину дана. Међутим и тај договор је пре краја године престао да важи, на млетачко настојање.
Жигмунд је у јесен 1411. године отпочео рат против Млетачке републике, а крајем године се Балшина мајка Јелена преудала за Сандаља Хранића, који је полагао право на град Котор, који је у то доба преговарао са Млечанима о признавању њихове врховне власти. У оваквом развоју ситуације, Млечани су пристали на преговоре и у априлу 1412. године су у Венецију стигли представници Балше и његовог новог очуха, који је посредовао у преговорима. У исто време он је опсео Бар, да би извршио додатни притисак на Млечане. После предаје Бара Балши, Млечани су пристали на склапање мира у новембру 1412. године. Према његовим одредбама, обе стране су се усагласиле да се стање врати на оно пре почетка ратних сукоба односно да Млечани врате Балши Будву и Улцињ, као и да наставе да му исплаћују годишњу ренту од 1.000 дуката.